# Volume 1
Volume 1 är det amerikanskta metalbandet CKY:s debutalbum, utgivet 27 februari 1999.

## Låtlista
Alla låtar är skrivna och komponerade av Deron Miller, Chad I Ginsburg och Jess Margera. 
| Nr           | Titel                                                                               | Längd |
| ------------ | ----------------------------------------------------------------------------------- | ----- |
| 1.           | 96 Quite Bitter Beings                                                              | 3:22  |
| 2.           | Rio Bravo                                                                           | 3:10  |
| 3.           | Disengage the Simulator                                                             | 3:03  |
| 4.           | The Human Drive in Hi-Fi                                                            | 3:20  |
| 5.           | Lost in a Contraption                                                               | 3:23  |
| 6.           | Knee Deep                                                                           | 3:35  |
| 7.           | My Promiscuous Daughter                                                             | 3:17  |
| 8.           | Sara's Mask                                                                         | 5:01  |
| 9.           | To All of You (inkluderar de gömda låtarna "Rio Bravo Reprise" och "Halfway House") | 23:41 |
| Total längd: | Total längd:                                                                        | 51:56 |